# Olympische Sommerspiele 2024/Gewichtheben/Qualifikation
Die Qualifikation für die Wettkämpfe im Gewichtheben bei den Olympischen Sommerspielen 2024 umfasst die Vergabe von insgesamt 120 Quotenplätzen für 10 Wettkampfklassen.

## Übersicht
| Nation                         | Männer | Männer | Männer | Männer  | Männer  | Frauen | Frauen | Frauen | Frauen | Frauen | Gesamt |
| Nation                         | -61 kg | -73 kg | -89 kg | -102 kg | +102 kg | -49 kg | -59 kg | -71 kg | -81 kg | +81 kg | Gesamt |
| ------------------------------ | ------ | ------ | ------ | ------- | ------- | ------ | ------ | ------ | ------ | ------ | ------ |
| Ägypten                        |        |        | X      |         | X       |        |        | X      | X      | X      | 5      |
| Algerien                       |        |        |        |         | X       |        |        |        |        |        | 1      |
| Armenien                       |        |        | X      | X       | X       |        |        |        |        |        | 3      |
| Australien                     |        |        | X      |         |         |        |        | X      | X      |        | 3      |
| Bahrain                        |        |        |        | X       | X       |        |        |        |        |        | 2      |
| Belgien                        |        |        |        |         |         | X      |        |        |        |        | 1      |
| Brasilien                      |        |        |        |         |         |        |        | X      | X      |        | 2      |
| Bulgarien                      | X      | X      | X      |         |         |        |        |        |        |        | 3      |
| China                          | X      | X      |        | X       |         | X      | X      |        |        | X      | 6      |
| Chinesisch Taipeh              |        |        |        |         |         | X      | X      | X      |        |        | 3      |
| Dominikanische Republik        |        |        |        |         |         | X      |        |        | X      | X      | 3      |
| Ecuador                        |        |        |        |         |         |        |        | X      | X      | X      | 3      |
| Estland                        |        |        |        |         | X       |        |        |        |        |        | 1      |
| Frankreich                     |        | X      | X      |         |         |        | X      | X      |        |        | 4      |
| Georgien                       | X      |        |        | X       | X       |        |        |        |        |        | 3      |
| Großbritannien                 |        |        |        |         |         |        |        |        |        | X      | 1      |
| Guam                           |        |        |        |         |         | X      |        |        |        |        | 1      |
| Indien                         |        |        |        |         |         | X      |        |        |        |        | 1      |
| Individuelle Neutrale Athleten |        |        |        | X       |         |        |        | X      |        |        | 2      |
| Indonesien                     | X      | X      |        |         |         |        |        |        |        | X      | 3      |
| Irak                           |        |        |        |         | X       |        |        |        |        |        | 1      |
| Iran                           |        |        | X      |         | X       |        |        |        |        |        | 2      |
| Italien                        | X      |        | X      |         |         |        | X      |        |        |        | 3      |
| Japan                          |        | X      |        |         | X       | X      |        |        |        |        | 3      |
| Kanada                         |        |        | X      |         |         |        | X      |        |        |        | 2      |
| Katar                          |        |        |        | X       |         |        |        |        |        |        | 1      |
| Kiribati                       | X      |        |        |         |         |        |        |        |        |        | 1      |
| Kolumbien                      |        | X      | X      |         |         |        | X      | X      |        |        | 4      |
| Kuba                           |        |        |        |         |         |        |        |        | X      |        | 1      |
| Lettland                       |        | X      |        |         |         |        |        |        |        |        | 1      |
| Libyen                         |        |        |        | X       |         |        |        |        |        |        | 1      |
| Madagaskar                     |        |        |        |         |         | X      |        |        |        |        | 1      |
| Malaysia                       | X      |        |        |         |         |        |        |        |        |        | 1      |
| Marshallinseln                 |        |        |        |         |         |        | X      |        |        |        | 1      |
| Mexiko                         |        |        |        |         |         |        | X      |        |        |        | 1      |
| Moldau                         |        |        | X      |         |         |        |        |        |        |        | 1      |
| Mongolei                       |        |        |        |         |         |        |        |        | X      |        | 1      |
| Neuseeland                     |        |        |        |         | X       |        |        |        |        |        | 1      |
| Nigeria                        |        |        |        |         |         |        | X      | X      |        |        | 2      |
| Norwegen                       |        |        |        |         |         |        |        |        | X      |        | 1      |
| Papua-Neuguinea                | X      |        |        |         |         |        |        |        |        |        | 1      |
| Philippinen                    | X      |        |        |         |         |        | X      | X      |        |        | 3      |
| Polen                          |        |        |        |         |         |        |        |        | X      |        | 1      |
| Refugee Olympic Team           |        |        |        | X       |         |        |        |        | X      |        | 2      |
| Rumänien                       |        |        |        |         |         | X      |        | X      |        |        | 2      |
| Samoa                          |        |        |        | X       |         |        |        |        |        | X      | 2      |
| Südkorea                       |        | X      | X      | X       |         |        |        |        | X      | X      | 5      |
| Syrien                         |        |        |        |         | X       |        |        |        |        |        | 1      |
| Thailand                       | X      | X      |        |         |         | X      |        |        |        | X      | 4      |
| Tschechien                     |        |        |        |         | X       |        |        |        |        |        | 1      |
| Tunesien                       |        | X      |        |         |         |        |        |        |        |        | 1      |
| Türkei                         |        | X      |        |         |         |        |        |        |        |        | 1      |
| Turkmenistan                   |        |        |        | X       |         |        |        |        |        |        | 1      |
| Ukraine                        |        |        |        |         |         |        | X      |        |        |        | 1      |
| Usbekistan                     |        |        |        | X       |         |        |        |        | X      | X      | 3      |
| Vanuatu                        |        |        |        |         |         |        |        |        | X      |        | 1      |
| Venezuela                      |        | X      | X      |         |         | X      | X      |        |        | X      | 5      |
| Vereinigte Staaten             | X      |        |        | X       |         | X      |        | X      |        | X      | 5      |
| Vietnam                        | X      |        |        |         |         |        |        |        |        |        | 1      |
| Gesamt: 59 NOKs                | 12     | 12     | 12     | 13      | 12      | 12     | 12     | 12     | 13     | 12     | 122    |

## Qualifikationssystem
Wurden bei den vorhergehenden Olympischen Spielen noch Wettkämpfe in 14 Gewichtsklassen ausgetragen, sind für die Spiele in Paris lediglich 10 Klassen, jeweils 5 bei den Frauen und Männern, vorgesehen. In jeder Gewichtsklasse werden 12 Athleten verschiedener Nationen antreten. Die Vergabe der Plätze richtet sich nach folgenden Kriterien:
- Olympische Qualifikationsrangliste: Pro Gewichtsklasse erhalten die 10 höchstplatzierten Athleten der jeweiligen Qualifikationsrangliste einen Quotenplatz. In die Ranglisten wird nur ein Athlet pro Nationalem Olympischen Komitee (NOK) aufgenommen. Sie basieren auf den besten Gesamtergebnissen (Reißen und Stoßen) der Athleten. Gehört ein Gewichtheber in mehreren Gewichtsklassen zu den 10 besten Athleten, so hat dessen NOK dem IWF mitzuteilen, in welchem Wettbewerb der Athlet bei den Olympischen Spielen 2024 antreten wird. Jeder NOK darf maximal drei Qualifikationsplätze pro Geschlecht über die Qualifikationsranglisten besetzen.
- kontinentale Vertretung: Pro olympischer Gewichtsklasse ist ein Quotenplatz für denjenigen kontinentalen Verband vorgesehen, dessen Athleten sich nicht über die Qualifikationsrangliste einen Startplatz sichern konnten. Dabei erhält der höchstplatzierte teilnahmeberechtigte Athlet einer Gewichtsklasse dieses kontinentalen Verbandes den Quotenplatz.
- Gastgeberland: Frankreich erhält als Gastgeber der Olympischen Spiele zwei Quotenplätze für die Wettbewerbe der Frauen und zwei für die Männerwettbewerbe.
- Universalitätsplätze: Jedes teilnahmeberechtigte Nationale Olympische Komitee kann Anträge  für diese Plätze einreichen. Eine Dreierkommission teilt sechs Quotenplätze, drei pro Geschlecht, gemäß des Universalitätsprinzips zu.

Die Athleten selbst müssen vor dem 31. Dezember 2009 geboren sein, an den Weltmeisterschaften 2023 in Riad, dem IWF World Cup 2024 in Phuket sowie an mindestens drei weiteren Qualifikationsturnieren teilnehmen und sie müssen strenge Anti-Doping-Regeln einhalten, um sich qualifizieren zu können.

## Zeitplan
Die Qualifikation umfasste 15 weltweite oder kontinentale Turniere. Diese fanden zwischen Dezember 2022 und April 2024 statt.
| Wettbewerb                                          | Datum                     | Ort             |
| --------------------------------------------------- | ------------------------- | --------------- |
| Weltmeisterschaften 2022                            | 5. – 16. Dezember 2022    | Bogotá          |
| Panamerikameisterschaften 2023                      | 27. März – 2. April 2023  | Guatemala-Stadt |
| Europameisterschaften 2023                          | 15. – 23. April 2023      | Jerewan         |
| Asienmeisterschaften 2023                           | 5. – 13. Mai 2023         | Jinju           |
| Afrikameisterschaften 2023                          | 14. – 19. Mai 2023        | Tunis           |
| IWF Grand Prix I                                    | 8. – 18. Juni 2023        | Havanna         |
| Weltmeisterschaften 2023                            | 4. – 17. September 2023   | Riad            |
| Pazifikspiele 2023 und Ozeanienmeisterschaften 2023 | 20. – 24. November 2023   | Honiara         |
| IWF Grand Prix II                                   | 2. – 12. Dezember 2023    | Doha            |
| Afrikameisterschaften 2024                          | 2. – 10. Februar 2024     | Ismailia        |
| Asienmeisterschaften 2024                           | 3. – 10. Februar 2024     | Taschkent       |
| Europameisterschaften 2024                          | 12. – 20. Februar 2024    | Sofia           |
| Ozeanienmeisterschaften 2024                        | 21. – 25. Februar 2024    | Auckland        |
| Panamerikameisterschaften 2024                      | 23. – 29. Februar 2024    | Caracas         |
| IWF World Cup 2024                                  | 31. März – 11. April 2024 | Phuket          |

## Männer

### Klasse bis 61 kg
| Qualifikation über                                                       | Plätze | Nation             | Athlet              | Ergebnis * |
| ------------------------------------------------------------------------ | ------ | ------------------ | ------------------- | ---------- |
| Olympische Qualifikationsrangliste des IWF                               | 10     | China              | Li Fabin            | 314 kg     |
| Olympische Qualifikationsrangliste des IWF                               | 10     | Vereinigte Staaten | Hampton Morris      | 303 kg     |
| Olympische Qualifikationsrangliste des IWF                               | 10     | Italien            | Sergio Massidda     | 302 kg     |
| Olympische Qualifikationsrangliste des IWF                               | 10     | Indonesien         | Eko Yuli Irawan     | 300 kg     |
| Olympische Qualifikationsrangliste des IWF                               | 10     | Philippinen        | John Ceniza         | 300 kg     |
| Olympische Qualifikationsrangliste des IWF                               | 10     | Thailand           | Theerapong Silachai | 299 kg     |
| Olympische Qualifikationsrangliste des IWF                               | 10     | Georgien           | Schota Mischwelidse | 298 kg     |
| Olympische Qualifikationsrangliste des IWF                               | 10     | Malaysia           | Mohamad Aniq Kasdan | 296 kg     |
| Olympische Qualifikationsrangliste des IWF                               | 10     | Vietnam            | Trịnh Văn Vinh      | 294 kg     |
| Olympische Qualifikationsrangliste des IWF                               | 10     | Bulgarien          | Iwan Dimow          | 293 kg     |
| Olympische kontinentale Vertretung gemäß Qualifikationsrangliste des IWF | 1      | Papua-Neuguinea    | Morea Baru          | 281 kg     |
| Universalitätsplatz                                                      | 1      | Kiribati           | Kaimauri Erati      |            |
| Gesamt                                                                   | 12     | 12                 | 12                  |            |

### Klasse bis 73 kg
| Qualifikation über                                                       | Plätze | Nation     | Athlet                | Ergebnis * |
| ------------------------------------------------------------------------ | ------ | ---------- | --------------------- | ---------- |
| Olympische Qualifikationsrangliste des IWF                               | 10     | Indonesien | Rizki Juniansyah      | 365 kg     |
| Olympische Qualifikationsrangliste des IWF                               | 10     | China      | Shi Zhiyong           | 356 kg     |
| Olympische Qualifikationsrangliste des IWF                               | 10     | Japan      | Masanori Miyamoto     | 350 kg     |
| Olympische Qualifikationsrangliste des IWF                               | 10     | Thailand   | Weeraphon Wichuma     | 349 kg     |
| Olympische Qualifikationsrangliste des IWF                               | 10     | Bulgarien  | Boschidar Andreew     | 348 kg     |
| Olympische Qualifikationsrangliste des IWF                               | 10     | Südkorea   | Bak Joo-hyo           | 345 kg     |
| Olympische Qualifikationsrangliste des IWF                               | 10     | Lettland   | Ritvars Suharevs      | 341 kg     |
| Olympische Qualifikationsrangliste des IWF                               | 10     | Türkei     | Muhammed Furkan Özbek | 341 kg     |
| Olympische Qualifikationsrangliste des IWF                               | 10     | Venezuela  | Julio Mayora          | 339 kg     |
| Olympische Qualifikationsrangliste des IWF                               | 10     | Kolumbien  | Luis Javier Mosquera  | 337 kg     |
| Olympische kontinentale Vertretung gemäß Qualifikationsrangliste des IWF | 1      | Tunesien   | Karem Ben Hnia        | 332 kg     |
| Gastgeberland-Quotenplatz                                                | 1      | Frankreich | Bernardin Matam       |            |
| Gesamt                                                                   | 12     | 12         | 12                    |            |

### Klasse bis 89 kg
| Qualifikation über                                                       | Plätze | Nation                         | Athlet              | Ergebnis * |
| ------------------------------------------------------------------------ | ------ | ------------------------------ | ------------------- | ---------- |
| Olympische Qualifikationsrangliste des IWF                               | 10     | Bulgarien                      | Karlos Nassar       | 396 kg     |
| Olympische Qualifikationsrangliste des IWF                               | 10     | Kolumbien                      | Yeison López        | 392 kg     |
| Olympische Qualifikationsrangliste des IWF                               | 10     | Venezuela                      | Keydomar Vallenilla | 385 kg     |
| Olympische Qualifikationsrangliste des IWF                               | 10     | Iran                           | Mir Mostafa Javadi  | 384 kg     |
| Olympische Qualifikationsrangliste des IWF                               | 10     | Ägypten                        | Karim Abokahla      | 381 kg     |
| Olympische Qualifikationsrangliste des IWF                               | 10     | Italien                        | Antonino Pizzolato  | 380 kg     |
| Olympische Qualifikationsrangliste des IWF                               | 10     | Moldau                         | Marin Robu          | 378 kg     |
| Olympische Qualifikationsrangliste des IWF                               | 10     | Armenien                       | Andranik Karapetjan | 377 kg     |
| Olympische Qualifikationsrangliste des IWF                               | 10     | Südkorea                       | Yu Dong-ju          | 375 kg     |
| Olympische Qualifikationsrangliste des IWF                               | 10     | Individuelle Neutrale Athleten | Pjotr Assajonak     | 374 kg     |
| Olympische Qualifikationsrangliste des IWF                               | 10     | Kanada                         | Boady Santavy       | 372 kg     |
| Olympische kontinentale Vertretung gemäß Qualifikationsrangliste des IWF | 1      | Australien                     | Kyle Bruce          | 336 kg     |
| Gastgeberland-Quotenplatz                                                | 1      | Frankreich                     | Romain Imadouchène  |            |
| Gesamt                                                                   | 12     | 12                             | 12                  |            |

### Klasse bis 102 kg
| Qualifikation über                                                       | Plätze | Nation                         | Athlet               | Ergebnis * |
| ------------------------------------------------------------------------ | ------ | ------------------------------ | -------------------- | ---------- |
| Olympische Qualifikationsrangliste des IWF                               | 10     | China                          | Liu Huanhua          | 413 kg     |
| Olympische Qualifikationsrangliste des IWF                               | 10     | Armenien                       | Garik Karapetjan     | 401 kg     |
| Olympische Qualifikationsrangliste des IWF                               | 10     | Katar                          | Fares Ibrahim        | 400 kg     |
| Olympische Qualifikationsrangliste des IWF                               | 10     | Usbekistan                     | Akbar Joʻrayev       | 400 kg     |
| Olympische Qualifikationsrangliste des IWF                               | 10     | Individuelle Neutrale Athleten | Jauheni Zichanzou    | 400 kg     |
| Olympische Qualifikationsrangliste des IWF                               | 10     | Südkorea                       | Jang Yeon-hak        | 399 kg     |
| Olympische Qualifikationsrangliste des IWF                               | 10     | Bahrain                        | Lesman Paredes       | 398 kg     |
| Olympische Qualifikationsrangliste des IWF                               | 10     | Turkmenistan                   | Davranbek Hasanbayev | 392 kg     |
| Olympische Qualifikationsrangliste des IWF                               | 10     | Georgien                       | Irakli Tschcheidse   | 391 kg     |
| Olympische Qualifikationsrangliste des IWF                               | 10     | Samoa                          | Don Opeloge          | 391 kg     |
| Olympische kontinentale Vertretung gemäß Qualifikationsrangliste des IWF | 1      | Vereinigte Staaten             | Wesley Kitts         | 388 kg     |
| Universalitätsplatz                                                      | 1      | Libyen                         | Ahmed Abuzriba       |            |
| Einladungsplatz des IOC                                                  | 1      | Refugee Olympic Team           | Ramiro Mora Romero   |            |
| Gesamt                                                                   | 13     | 13                             | 13                   |            |

### Klasse über 102 kg
| Qualifikation über                                                       | Plätze | Nation                         | Athlet               | Ergebnis * |
| ------------------------------------------------------------------------ | ------ | ------------------------------ | -------------------- | ---------- |
| Olympische Qualifikationsrangliste des IWF                               | 10     | Georgien                       | Lascha Talachadse    | 474 kg     |
| Olympische Qualifikationsrangliste des IWF                               | 10     | Bahrain                        | Gor Minasjan         | 464 kg     |
| Olympische Qualifikationsrangliste des IWF                               | 10     | Armenien                       | Warasdat Lalajan     | 463 kg     |
| Olympische Qualifikationsrangliste des IWF                               | 10     | Iran                           | Ali Davoudi          | 454 kg     |
| Olympische Qualifikationsrangliste des IWF                               | 10     | Syrien                         | Man Asaad            | 445 kg     |
| Olympische Qualifikationsrangliste des IWF                               | 10     | Individuelle Neutrale Athleten | Eduard Sesjulin      | 436 kg     |
| Olympische Qualifikationsrangliste des IWF                               | 10     | Ägypten                        | Abdelrahman El-Sayed | 433 kg     |
| Olympische Qualifikationsrangliste des IWF                               | 10     | Irak                           | Ali Ammar Rubaiawi   | 427 kg     |
| Olympische Qualifikationsrangliste des IWF                               | 10     | Algerien                       | Walid Bidani         | 426 kg     |
| Olympische Qualifikationsrangliste des IWF                               | 10     | Japan                          | Eishiro Murakami     | 421 kg     |
| Olympische Qualifikationsrangliste des IWF                               | 10     | Tschechien                     | Kamil Kučera         | 411 kg     |
| Olympische kontinentale Vertretung gemäß Qualifikationsrangliste des IWF | 1      | Neuseeland                     | David Liti           | 413 kg     |
| Neuverteilung Gastgeberland-Quotenplatz oder Universalitätsplatz         | 1      | Estland                        | Mart Seim            | 410 kg     |
| Gesamt                                                                   | 12     | 12                             | 12                   |            |

## Frauen

### Klasse bis 49 kg
| Qualifikation über                                                       | Plätze | Nation                  | Athlet                | Ergebnis * |
| ------------------------------------------------------------------------ | ------ | ----------------------- | --------------------- | ---------- |
| Olympische Qualifikationsrangliste des IWF                               | 10     | China                   | Hou Zhihui            | 217 kg     |
| Olympische Qualifikationsrangliste des IWF                               | 10     | Indien                  | Saikhom Mirabai Chanu | 200 kg     |
| Olympische Qualifikationsrangliste des IWF                               | 10     | Thailand                | Surodchana Khambao    | 200 kg     |
| Olympische Qualifikationsrangliste des IWF                               | 10     | Vereinigte Staaten      | Jourdan Delacruz      | 200 kg     |
| Olympische Qualifikationsrangliste des IWF                               | 10     | Rumänien                | Mihaela Cambei        | 199 kg     |
| Olympische Qualifikationsrangliste des IWF                               | 10     | Japan                   | Rira Suzuki           | 197 kg     |
| Olympische Qualifikationsrangliste des IWF                               | 10     | Belgien                 | Nina Sterckx          | 193 kg     |
| Olympische Qualifikationsrangliste des IWF                               | 10     | Venezuela               | Katherin Echandia     | 193 kg     |
| Olympische Qualifikationsrangliste des IWF                               | 10     | Chinesisch Taipeh       | Fang Wan-ling         | 192 kg     |
| Olympische Qualifikationsrangliste des IWF                               | 10     | Dominikanische Republik | Beatriz Pirón         | 191 kg     |
| Olympische kontinentale Vertretung gemäß Qualifikationsrangliste des IWF | 1      | Madagaskar              | Rosina Randafiarison  | 172 kg     |
| Universalitätsplatz                                                      | 1      | Guam                    | Nicola Lagatao        |            |
| Gesamt                                                                   | 12     | 12                      | 12                    |            |

### Klasse bis 59 kg
| Qualifikation über                                                       | Plätze | Nation            | Athlet             | Ergebnis * |
| ------------------------------------------------------------------------ | ------ | ----------------- | ------------------ | ---------- |
| Olympische Qualifikationsrangliste des IWF                               | 10     | China             | Luo Shifang        | 248 kg     |
| Olympische Qualifikationsrangliste des IWF                               | 10     | Ukraine           | Kamila Konotop     | 236 kg     |
| Olympische Qualifikationsrangliste des IWF                               | 10     | Kanada            | Maude Charron      | 236 kg     |
| Olympische Qualifikationsrangliste des IWF                               | 10     | Kolumbien         | Yenny Álvarez      | 234 kg     |
| Olympische Qualifikationsrangliste des IWF                               | 10     | Chinesisch Taipeh | Kuo Hsing-chun     | 232 kg     |
| Olympische Qualifikationsrangliste des IWF                               | 10     | Venezuela         | Anyelin Venegas    | 229 kg     |
| Olympische Qualifikationsrangliste des IWF                               | 10     | Philippinen       | Elreen Ando        | 228 kg     |
| Olympische Qualifikationsrangliste des IWF                               | 10     | Nigeria           | Rafiatu Lawal      | 227 kg     |
| Olympische Qualifikationsrangliste des IWF                               | 10     | Mexiko            | Janeth Gómez       | 223 kg     |
| Olympische Qualifikationsrangliste des IWF                               | 10     | Italien           | Lucrezia Magistris | 217 kg     |
| Olympische kontinentale Vertretung gemäß Qualifikationsrangliste des IWF | 1      | Marshallinseln    | Mathlynn Sasser    | 216 kg     |
| Gastgeberland-Quotenplatz                                                | 1      | Frankreich        | Dora Tchakounté    |            |
| Gesamt                                                                   | 12     | 12                | 12                 |            |

### Klasse bis 71 kg
| Qualifikation über                                                       | Plätze | Nation                         | Athlet             | Ergebnis * |
| ------------------------------------------------------------------------ | ------ | ------------------------------ | ------------------ | ---------- |
| Olympische Qualifikationsrangliste des IWF                               | 10     | Vereinigte Staaten             | Olivia Reeves      | 268 kg     |
| Olympische Qualifikationsrangliste des IWF                               | 10     | Ecuador                        | Angie Palacios     | 261 kg     |
| Olympische Qualifikationsrangliste des IWF                               | 10     | Rumänien                       | Loredana Toma      | 256 kg     |
| Olympische Qualifikationsrangliste des IWF                               | 10     | Philippinen                    | Vanessa Sarno      | 249 kg     |
| Olympische Qualifikationsrangliste des IWF                               | 10     | Ägypten                        | Neama Said         | 246 kg     |
| Olympische Qualifikationsrangliste des IWF                               | 10     | Chinesisch Taipeh              | Chen Wen-huei      | 246 kg     |
| Olympische Qualifikationsrangliste des IWF                               | 10     | Kolumbien                      | Mari Sánchez       | 244 kg     |
| Olympische Qualifikationsrangliste des IWF                               | 10     | Individuelle Neutrale Athleten | Sjusanna Walodska  | 242 kg     |
| Olympische Qualifikationsrangliste des IWF                               | 10     | Nigeria                        | Joy Ogbonne Eze    | 239 kg     |
| Olympische Qualifikationsrangliste des IWF                               | 10     | Brasilien                      | Amanda Schott      | 238 kg     |
| Olympische kontinentale Vertretung gemäß Qualifikationsrangliste des IWF | 1      | Australien                     | Jacqueline Nichele | 214 kg     |
| Gastgeberland-Quotenplatz                                                | 1      | Frankreich                     | Marie Fegue        |            |
| Gesamt                                                                   | 12     | 12                             | 12                 |            |

### Klasse bis 81 kg
| Qualifikation über                         | Plätze | Nation                  | Athlet                          | Ergebnis * |
| ------------------------------------------ | ------ | ----------------------- | ------------------------------- | ---------- |
| Olympische Qualifikationsrangliste des IWF | 10     | Ecuador                 | Neisi Dajomes                   | 269 kg     |
| Olympische Qualifikationsrangliste des IWF | 10     | Ägypten                 | Sara Ahmed                      | 268 kg     |
| Olympische Qualifikationsrangliste des IWF | 10     | Norwegen                | Solfrid Koanda                  | 266 kg     |
| Olympische Qualifikationsrangliste des IWF | 10     | Australien              | Eileen Cikamatana               | 263 kg     |
| Olympische Qualifikationsrangliste des IWF | 10     | Südkorea                | Kim Su-hyeon                    | 256 kg     |
| Olympische Qualifikationsrangliste des IWF | 10     | Kuba                    | Ayamey Medina                   | 254 kg     |
| Olympische Qualifikationsrangliste des IWF | 10     | Brasilien               | Laura Amaro                     | 253 kg     |
| Olympische Qualifikationsrangliste des IWF | 10     | Dominikanische Republik | Yudelina Mejía                  | 252 kg     |
| Olympische Qualifikationsrangliste des IWF | 10     | Mongolei                | Mönchdschantsangiin Anchtsetseg | 243 kg     |
| Olympische Qualifikationsrangliste des IWF | 10     | Usbekistan              | Rigina Adashbaeva               | 243 kg     |
| Neuverteilung kontinentale Vertretung      | 1      | Polen                   | Weronika Zielińska-Stubińska    | 241 kg     |
| Universalitätsplatz                        | 1      | Vanuatu                 | Ajah Pritchard-Lolo             |            |
| Einladungsplatz des IOC                    | 1      | Refugee Olympic Team    | Yekta Jamali                    |            |
| Gesamt                                     | 13     | 13                      | 13                              |            |

### Klasse über 81 kg
| Qualifikation über                                               | Plätze | Nation                  | Athlet              | Ergebnis * |
| ---------------------------------------------------------------- | ------ | ----------------------- | ------------------- | ---------- |
| Olympische Qualifikationsrangliste des IWF                       | 10     | China                   | Li Wenwen           | 325 kg     |
| Olympische Qualifikationsrangliste des IWF                       | 10     | Südkorea                | Park Hye-jeong      | 296 kg     |
| Olympische Qualifikationsrangliste des IWF                       | 10     | Großbritannien          | Emily Campbell      | 287 kg     |
| Olympische Qualifikationsrangliste des IWF                       | 10     | Thailand                | Duangaksorn Chaidee | 286 kg     |
| Olympische Qualifikationsrangliste des IWF                       | 10     | Vereinigte Staaten      | Mary Theisen-Lappen | 283 kg     |
| Olympische Qualifikationsrangliste des IWF                       | 10     | Ecuador                 | Lisseth Ayoví       | 276 kg     |
| Olympische Qualifikationsrangliste des IWF                       | 10     | Ägypten                 | Halima Abbas        | 275 kg     |
| Olympische Qualifikationsrangliste des IWF                       | 10     | Venezuela               | Naryury Pérez       | 267 kg     |
| Olympische Qualifikationsrangliste des IWF                       | 10     | Samoa                   | Iuniarra Sipaia     | 267 kg     |
| Olympische Qualifikationsrangliste des IWF                       | 10     | Dominikanische Republik | Crismery Santana    | 263 kg     |
| Neuverteilung kontinentale Vertretung                            | 1      | Indonesien              | Nurul Akmal         | 260 kg     |
| Neuverteilung Gastgeberland-Quotenplatz oder Universalitätsplatz | 1      | Usbekistan              | Tursunoy Jabborova  | 258 kg     |
| Gesamt                                                           | 12     | 12                      | 12                  |            |